# Beatrice di Mâcon
Beatrice di Mâcon o di Vienne o, ancora, del Viennois (1160 circa – Champagne-et-Fontaine, 1230), fu contessa consorte di Savoia, in quanto quarta ed ultima moglie del conte Umberto III di Savoia, dal 1177 al 1189, anno della morte di quest'ultimo.

## Origine
Secondo la Chronica Albrici Monachi Trium Fontium, Beatrice era figlia di Gerardo I, conte di Mâcon e di Vienne e di Maurette de Salins, figlia del signore di Salins, Gaucher IV e della moglie di cui non si conoscono né il nome né gli ascendenti.
Gerardo I di Vienne o di Mâcon, sempre secondo la Chronica Albrici Monachi Trium Fontium, era il figlio secondogenito del conte di Mâcon e di Vienne, Reggente della Contea di Borgogna, Guglielmo III e della moglie, Ponzia o Alice di Traves, vedova di Tebaldo di Rogemont (Aleyde comitissa qui fuit unica heres de Treva, relicta Theobaldi de Rogemont).

## Biografia
Beatrice, nel 1077, sposò, divenendo la quarta moglie, il Conte di Savoia e Conte d'Aosta e Moriana, Umberto III, come sostiene lo storico inglese Charles Previté-Orton; il matrimonio viene confermato anche dagli storici francesi, Victor Flour de Saint-Genise Samuel Guichenon; Umberto III, secondo Samuel Guichenon, nel suo Histoire généalogique de la royale maison de Savoie, era il figlio maschio primogenito del settimo Conte di Savoia e Conte d'Aosta e Moriana, che era stato il primo ad assumere il titolo di Conte di Savoia, Amedeo III, e di Matilde di Albon, figlia del Conte d'Albon Ghigo III, e  e della moglie Regina detta Matilde (Regina nominate Maheldis), di ascendenze inglesi (Dominus Vuigo comes et uxor eius Regina quæ fuit de Anglia), come viene descritta dal documento n° 17 del Cartulare monasterii beatorum Petri et Pauli de Domina, forse figlia illegittima di Edgardo Atheling, ultimo discendente del Casato del Wessex, oppure di Eremburga di Mortain e del primo Conte di Sicilia, Ruggero I di Sicilia.
Umberto III, dopo la morte della sua terza moglie Clemenzia di Zähringen, non aveva intenzione di risposarsi, anche se non ha alcun erede maschio e si era ritirato in convento; per l'insistenza dei suoi sudditi e consiglieri, però alla fine accettò di sposarsi per la quarta volta.
Nel 1178, Beatrice diede a Umberto III finalmente il figlio maschio, Tommaso, come ci viene confermato dal documento n° CCCXLVII del Regesta comitum Sabaudiae; dopo la nascita del loro figlio, il Conte, con il permesso della moglie, si ritirò presso l'Abbazia di Altacomba, dove sembra essersi fatto monaco. 
Suo marito, Umberto III, morì dopo circa quarant'anni di regno a Chambéry, il 4 marzo 1189, all'età di cinquantadue anni; anche le Chartes du diocèse de Maurienne riportano la morte di Umberto III al 4 marzo 1189 (Marcius...IV Non - Anno ad incarnatione Domini m.c.lxxx.viiii obiit dognus Humbertus inclitus comes Maur. et marchio Italie); venne sepolto nell'Abbazia di Altacomba, dove aveva preso l'abito religioso pochi giorni prima della sua morte.
Gli succedette l'unico figlio maschio, Tommaso, sotto tutela e reggenza di Bonifacio, figlio del marchese del Monferrato, Guglielmo V.
Poco dopo la morte del marito, il figlio, Tommaso, secondo il documento n°  XXXVI de Il conte Umberto I (Biancamano) e il re Ardoino : ricerche e documenti, seguendo le istruzioni di Beatrice e citando anche il suo tutore, Bonifacio del Monferrato, confermò le donazioni del padre, Umberto III e del suo avo Umberto I Biancamano, ai canonici della Cattedrale di San Giovanni di Moriana. 
Beatrice morì molti anni dopo il marito, nel 1230, a Champagne-et-Fontaine, come ci viene confermato dal documento n° 74 del Peter der Zweite, Graf von Savoyen, Markgraf in Italien.

### Figli
Beatrice a Umberto diede due figli:
- Tommaso (1178 – 1233), Conte di Savoia e Conte d'Aosta e Moriana[14]
- una figlia morta all'età di sette anni, confermata solo dalle Europäische Stammtafeln[18], vol II, 190 (non consultate)[16].

### Fonti primarie
- (LA)  Monumenta Germaniae Historica, Scriptores, tomus XXIII)
- (LA)  Regesta comitum Sabaudiae
- (LA)  Chartes du diocèse de Maurienne
- (LA)  Peter der Zweite, Graf von Savoyen, Markgraf in Italien
- (LA)  Cartulare monasterii beatorum Petri et Pauli de Domina.
- (LA, FR)  Regeste dauphinois, ou Répertoire chronologique et analytique des documents, tome I, fascicolo II.
- (LA, IT)  Il conte Umberto I (Biancamano) e il re Ardoino : ricerche e documenti

### Letteratura storiografica
- (FR)  Histoire de Savoie, d'après les documents originaux,... par Victor ... Flour de Saint-Genis. Tome 1
- (FR)  Histoire généalogique de la royale maison de Savoie, justifiée par titres, ..par Guichenon, Samuel
- (EN)  The early history of the house of Savoy (1000-1233)